# Польський інверсний запис
Польський інверсний запис (ПОЛІЗ, англ. Reverse Polish Notation (RPN), досл. «зворотня польська нотація», зворотний бездужковий запис, постфіксна нотація) — форма запису математичних виразів, в якій знаки операцій розташовано після операндів. Розташування знаків операцій перед операндами використовує польська нотація.

## Історія розробки
Зворотний польський запис розробив австралійський філософ і фахівець у галузі теорії обчислювальних машин Чарлз Гемблін у середині 1950-х років на основі польської нотації, яку запропонував 1920 року польський математик Ян Лукашевич. Роботу Гембліна представлено на конференції в червні 1957 року, і видано в 1957 і 1962 роках.
Першими комп'ютерами, що підтримують зворотний польський запис були  KDF9 від English Electric Company, який був випущений в 1963, і американський Burroughs B5000, випущений в тому ж 1963. Зворотна польська нотація застосовувалася в радянському інженерному калькуляторі Б3-19М, випущеному в 1976 році. Майже всі програмовані калькулятори в СРСР аж до кінця 1980-х років використовували ПОЛІЗ — він простіше реалізовувався і дозволяв обійтися в програмуванні обчислень меншим числом команд, порівняно зі звичайною алгебраїчною нотацією, адже обсяг програмної пам'яті в цих моделях завжди було критичним ресурсом.

## Загальний вигляд
У загальному вигляді запис виглядає так:
- Запис набору операцій складається з послідовності операндів і знаків операцій. Операнди у виразі при письмовому записі розділяються пробілами.
- Вираз читається зліва направо. Коли у виразі зустрічається знак операції, виконується відповідна операція над двома останніми перед ним операндами в порядку їх запису. Результат операції замінює у вираженні послідовність її операндів і її знак, після чого вираз обчислюється далі за тим же правилом.
- Результатом обчислення виразу стає результат останньої обчисленої операції.[1]

## Приклади
| Вираз                          | Традиційна (інфіксна) нотація   | Зворотна польська (постфіксна) нотація |
| ------------------------------ | ------------------------------- | -------------------------------------- |
| a + b × c                      | a + b*c                         | a b c * +                              |
| (a + b) × (c + d)              | (a + b) * (c + d)               | a b + c d + *                          |
| (a + t) × (b × (a + c))(c + d) | (a + t) * (b * (a + c))^(c + d) | a t + b a c + * c d + ^ *              |

## Застосування
Зворотний польський запис є зручним для застосування в обчислювальних пристроях. Наприклад, для обчислення виразу: a + b
слід виконати такі дії:
- обчислити a
- обчислити b
- скласти результати (+)

Саме така послідовність і задається польським інверсним записом: a b +
Комп'ютерні програми зазвичай під час аналізу формул перетворюють їх на послідовність інструкцій у ПОЛІЗ, і саме в такому порядку вони виконуються.
На основі постфіксної нотації побудовано мову програмування Forth, також вона безпосередньо застосовується у PostScript.

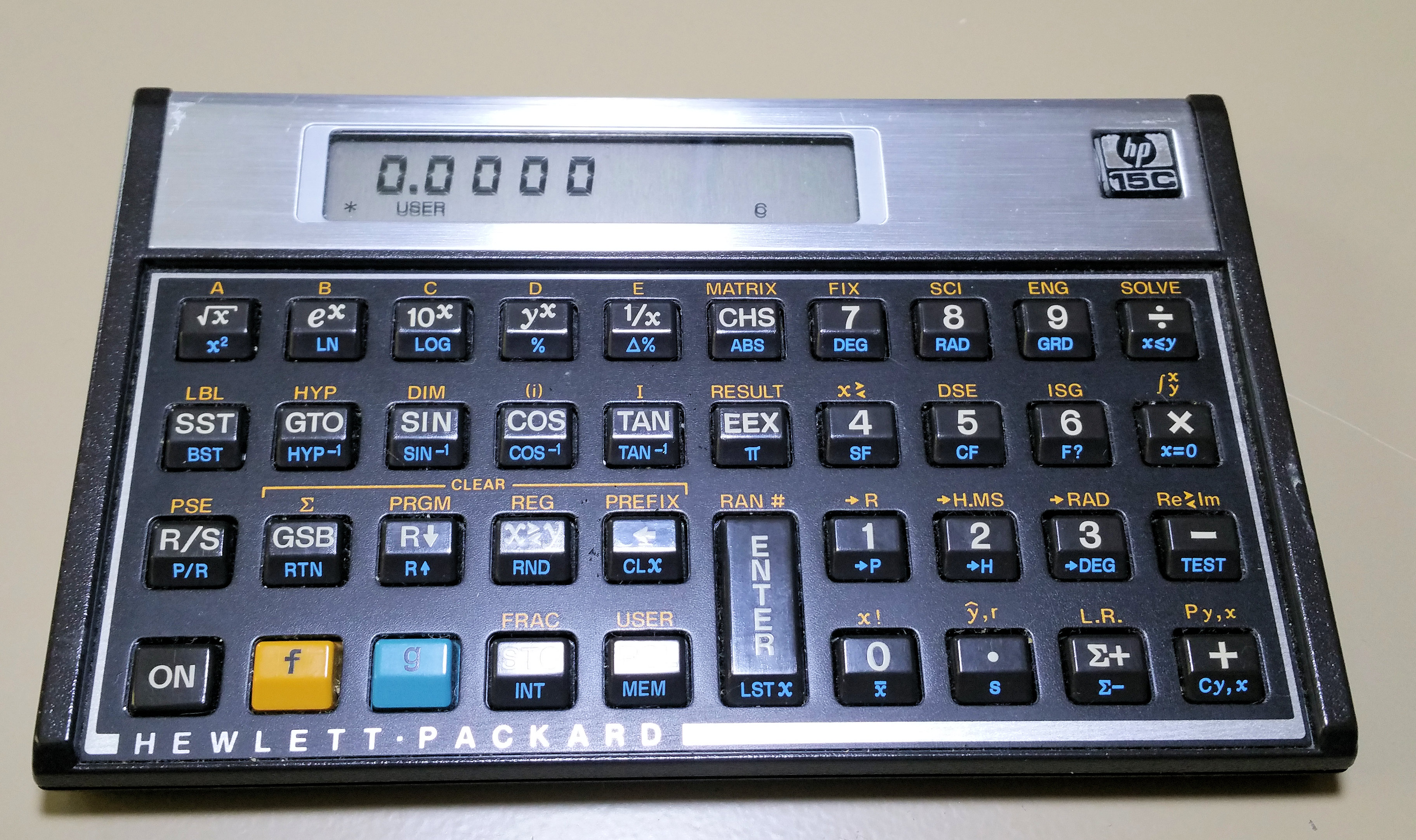
Мікрокалькулятор

Стековою машиною називається алгоритм, який проводить обчислення за зворотною польською нотацією[джерело?]. Прикладом використання стекової машини є програма UNIX dc.

### Калькулятори

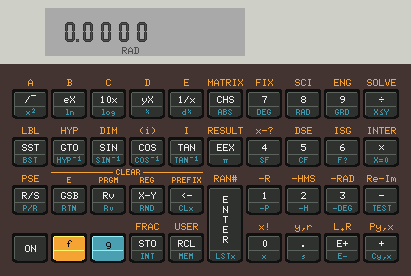
Симуляція HP-15C у x11-calc

ПОЛІЗ здобув досить широке розповсюдження в інженерних настільних калькуляторах та мікрокалькуляторах і мікрокомп'ютерах. Зокрема, такі калькулятори виробляли фірми Hewlett-Packard (HP 9100A, HP-15C), Texas Instruments (програмно). Практично всі програмовані калькулятори, що вироблялися в СРСР (Електроніка Б3-34, МК-52, МК-61 та інші) застосовували зворотну польську нотацію.
Існують кілька калькуляторів з відкритим апаратним забезпеченням і підтримкою ПОЛІЗ, наприклад OpenRPNCalc, кишеньковий інженерний калькулятор на базі мікропроцесора STMicroelectronics STM32 (модель STM32L476).

#### Програмне забезпечення
Існує велика кількість програмного забезпечення у вигляді калькуляторів з підтримкою ПОЛІЗ (у тому числі й емуляторів і симуляторів апаратних калькуляторів та мікрокалькуляторів) для різних платформ, зокрема:
- крос-платформові: WRPN (симулятор HP-16C[en]), JRPN (HP-15C[en] та HP-16C[en]), Free42/Plus42[10] (симулятор HP-42S[en]), Calcoo[11] (симулятор HP-28[en]), RPN-45[12] (емулятор HP-45[en]), Qalculate![en], Stak/Stak16[13] (симулятор HP-16C[en]), RRDtool
- для комп'ютерів:
  - MS-DOS/Windows 1.0x-3.1x (16-біт): WRPN
  - Windows 95—Windows 11 (x86-32, x86-64): Калькулятор Windows, RayRPN[14], Emu48[15] (емулятор різних калькуляторів HP), XCALC[16] (з інтерфейсом на Qt4)
  - Mac OS: Калькулятор (Apple)
  - Linux та інших Unix: dc, xcalc[17] (є частиною X.Org), KCalc (є частиною KDE), GNOME Calculator[en](є частиною GNOME), galculator (з інтерфейсом на GTK), XCALC[16] (з інтерфейсом на Qt4), x11-calc[18] (симулятор різних калькуляторів HP з інтрефейсом на X11), calc (бібліотека для Emacs)
- для мобільних пристроїв:
  - мобільні телефони (у вигляді прошивки): RPN Calculator[19] (Nokia 6110[en] та інші Nokia на платформі DCT3, підтримувані NokiX[20])
  - фічефони і смартфони з підтримкою J2ME (Java ME):
    - MIDP 1.0: UPN[21], Stak/Stak16[13] (симулятор HP-16C[en])
    - MIDP 2.0: Calc[22], HorsePower[23], RPN-45[24][25] (емулятор HP-45[en] для Symbian UIQ)

  - iOS: RPN Simulators[26] (симулятори різних калькуляторів HP)
  - Android: Free42/Plus42[10] (симулятор HP-42S[en])
  - Symbian S60: Calcium[27]
  - Pocket PC (Windows Mobile): RayRPN[28], Emu48[15]
  - Palm OS: RayRPN[29], Power48[30] (порт Emu48[15])
  - комунікатори Psion[en] (Symbian EPOC): Psion48[31][32] (симулятор HP-48[en])

## Алгоритм для обчислення значення виразу
Для всіх символів виконуємо такі дії:
- Якщо Аі число, то вкласти його у стек;
- Якщо Аі оператор, то:
  - Витягуємо зі стека два числа;
  - Виконуємо дію із числами і результат вкладаємо в стек;
- Якщо Аі є функцією то:
  - Витягуємо зі стека одне число;
  - Визначаємо значення функції із відповідним аргументом та поміщаємо результат у стек;
- В кінці роботи в стеку знаходитиметься результат виразу.

### Приклад
Маємо вираз: 12 + 2 * ((3 * 4) + (10 / 5))
Вираз у польському інверсному записі: 12 2 3 4 * 10 5 / + * +
Порядок дій над ним буде такий:
| Крок | Елемент | Стек         |
| ---- | ------- | ------------ |
| 1    | 12      | 12           |
| 2    | 2       | 2 12         |
| 3    | 3       | 3 2 12       |
| 4    | 4       | 4 3 2 12     |
| 5    | *       | 12 2 12      |
| 6    | 10      | 10 12 2 12   |
| 7    | 5       | 5 10 12 2 12 |
| 8    | /       | 2 12 2 12    |
| 9    | +       | 14 2 12      |
| 10   | *       | 28 12        |
| 11   | +       | 40           |

## Алгоритм для перетворення звичайного запису в бездужковий
- Поки ще є символи для зчитування:
  - Читаємо наступний символ;
  - Якщо символ є числом або постфіксною функцією (наприклад, ! — факторіал), то додаємо до вихідного рядка;
  - Якщо символ є префіксною функцією (наприклад, sin — синус), поміщаємо його в стек;
  - Якщо символ є '(', поміщаємо його в стек;
  - Якщо символ є ')', то:
    - До тих пір, поки верхнім елементом стека не стане відкриваюча дужка, виштовхуємо елементи зі стека у вихідний рядок. При цьому відкриваюча дужка видаляється зі стека, але у вихідний рядок не додається. Якщо після цього кроку на вершині стека виявляється символ функції, виштовхуємо його у вихідний рядок. Якщо стек закінчився раніше, ніж ми зустріли відкриваючу дужку, це означає, що у виразі або неправильно поставлений розділовий знак, або неузгодженні дужки.

  - Якщо символ є бінарною операцією, тоді:
    1. поки на вершині стека префіксна функція…
      - … АБО операція на вершині стека має більший пріоритет ніж o1
      - … АБО операція на вершині стека ліво-асоціативна з пріоритетом як у o1
      - … виштовхуємо верхній елемент стека у вихідний рядок;

    2. поміщаємо операцію o1 у стек;
- Коли вхідний рядок закінчився, виштовхуємо всі символи зі стека у вихідний рядок. У стеку повинні були залишитись тільки символи операцій; якщо це не так, значить у виразі неузгоджені дужки.

### Приклад
Маємо рядок 3 + 4 * 2 / (1-5) ^ 2.
Переводимо його до польського запису:
```
Читаємо «3»
Додаємо «3» до виходу
 Вихід: 3
```

```
Читаємо «+»
Вставляємо «+» в стек
 Вихід: 3
 Стек: +
```

```
Читаємо «4»
Додаємо «4» до виходу
 Вихід: 3 4
 Стек: +
```

```
Читаємо «*»
Вставляємо «*» в стек
 Вихід: 3 4
 Стек: + *
```

```
Читаємо «2»
Додаємо «2» до виходу
 Вихід: 3 4 2
 Стек: + *
```

```
Читаємо «/»
Видаляємо «*» зі стека і додаємо до виходу, вставляємо «/» в стек
 Вихід: 3 4 2 *
 Стек: + /
```

```
Читаємо «(»
Вставляємо «(» в стек
 Вихід: 3 4 2 *
 Стек: + / (
```

```
Читаємо «1»
Додаємо «1», до виходу
 Вихід: 3 4 2 * 1
 Стек: + / (
```

```
Читаємо «-»
Вставляємо «-» в стек
 Вихід: 3 4 2 * 1
 Стек: + / (-
```

```
Читаємо «5»
Додаємо «5» до виходу
 Вихід: 3 4 2 * 1 5
 Стек: + / (-
```

```
Читаємо «)»
Видаляємо «-» зі стека і додаємо до виходу, видаляємо «(» зі стека
 Вихід: 3 4 2 * 1 5 -
 Стек: + /
```

```
Читаємо «^»
Додаємо «^» в стек
 Вихід: 3 4 2 * 1 5 -
 Стек: + / ^
```

```
Читаємо «2»
Додаємо «2» до виходу
 Вихід: 3 4 2 * 1 5 - 2
 Стек: + / ^
```

```
Кінець виразу
Витягуємо усі елементи зі стека і додаємо до виходу
 Вихід: 3 4 2 * 1 5 - 2 ^ / +
```